# Суасон-2 (кантон)
Суасон-2 (фр. Soissons-2) — кантон во Франции, находится в регионе О-де-Франс, департамент Эна. Входит в состав округа Суасон.

## История
Кантон образован в результате реформы 2015 года на базе упраздненного кантона Суасон-Юг.

## Состав кантона с 22 марта 2015 года
В состав кантона входят коммуны (население по данным Национального института статистики за 2018 г.):
- Аси — население 1 020 чел.
- Беллё — население 3 815 чел.
- Берзи-ле-Сек — население 383 чел.
- Бийи-сюр-Эн — население 1 146 чел.
- Вобюэн — население 785 чел.
- Курмель — население 1 861 чел.
- Мерсен-э-Во — население 964 чел.
- Мисси-о-Буа — население 95 чел.
- Нуайян-э-Аконен — население 500 чел.
- Плуази — население 79 чел.
- Сермуаз — население 352 чел.
- Серш — население 301 чел.
- Сетмон — население 563 чел.
- Суасон (южная половина) — население 17 506 чел.

## Политика
На президентских выборах 2022 г. жители кантона отдали в 1-м туре Марин Ле Пен 34,2 % голосов против 24,7 % у Эмманюэля Макрона и 17,9 % у Жана-Люка Меланшона; во 2-м туре в кантоне победила Ле Пен, получившая 52,7 % голосов. (2017 год. 1 тур: Марин Ле Пен – 32,1 %, Эмманюэль Макрон – 19,7 %, Франсуа Фийон – 18,1 %, Жан-Люк Меланшон – 17,5 %; 2 тур: Макрон – 53,1 %. 2012 год. 1 тур: Франсуа Олланд — 27,1 %, Марин Ле Пен — 25,2 %, Николя Саркози — 25,0 %; 2 тур: Олланд — 50,3 %).
С 2021 года кантон в Совете департамента Эна представляют мэр коммуны Вобюэн Давид Бобен (David Bobin) (Разные правые) и первый вице-мэр города Суасон Изабель Летрийяр (Isabelle Létrillart) (Республиканцы).
|                | Кандидаты                     | Партия                   | Первый тур | Первый тур     | Второй тур | Второй тур |
| Кол-во голосов | Кандидаты                     | Партия                   | % голосов  | Кол-во голосов | % голосов  |            |
| -------------- | ----------------------------- | ------------------------ | ---------- | -------------- | ---------- | ---------- |
|                | Давид Бобен Изабель Летрийяр  | Правый блок              | 2 720      | 52,65          | 3 574      | 69,95      |
|                | Ален Рет Надя Эрман           | Национальное объединение | 1 529      | 29,60          | 1 535      | 30,05      |
|                | Бенжамен Морис Элизабет Тюлуп | Прочие                   | 917        | 17,75          |            |            |

|                | Кандидаты                       | Партия             | Первый тур | Первый тур     | Второй тур | Второй тур |
| Кол-во голосов | Кандидаты                       | Партия             | % голосов  | Кол-во голосов | % голосов  |            |
| -------------- | ------------------------------- | ------------------ | ---------- | -------------- | ---------- | ---------- |
|                | Фредерик Ванье Изабель Летрийяр | Правый блок        | 2 870      | 34,57          | 4 745      | 58,70      |
|                | Луи-Мари Бове Кароль Манабль    | Национальный фронт | 3 102      | 37,36          | 3 339      | 41,30      |
|                | Серж Валле Карин Морейра        | Левый блок         | 2 331      | 28,07          |            |            |